# Sint-Aloysiuscollege (Geel)
Het Sint-Aloysiuscollege Geel (SAG) is een katholieke middelbare school in de Belgische plaats Geel (provincie Antwerpen). Tegenwoordig biedt de school binnen de scholengroep Kogeka de eerste graad van het secundair onderwijs, als een middenschool, met in de observatiegraad zowel ASO als TSO studieopties.
Het Sint-Aloysiuscollege in Geel is een school met traditie. Het college was de verderzetting van de Latijnse school van Geel, ontstaan in de eerste helft van de 15e eeuw. In de achttiende eeuw, een hoogtijd voor de school, kwamen daar zelfs leerlingen uit alle delen van de Nederlanden studeren. De Latijnse school van Geel was een gekende aanloop naar universitaire studies. Tijdens de beloken jaren, en meer bepaald van 1799 tot 1801, was de school gesloten.
Het Sint-Aloysiuscollege werd eigenlijk opgericht in 1844, als Collège Patroné de Gheel, en werd in 1850 een bisschoppelijk college van het Aartsbisdom Mechelen ten tijde van Engelbertus kardinaal Sterckx.  
De school verhuisde eind 19e eeuw van de Havermarkt naar een nieuwbouw (1898-1899) op plan van architect en hoogleraar Joris Helleputte op het terrein van de vroegere Doelen, het oefenveld van de schuttersgilden.
In 1922 werd binnen de school een landbouwafdeling opgericht, later volgde ook een handelsschool. De landbouwschool kreeg een eigen vleugel aan de Collegestraat. De landbouwafdeling en de handelsschool werden met ingang van 1 september 1983 aangeduid als TISA (Technisch Instituut Sint-Aloysius), weliswaar ook op dezelfde site als het college.
De 19e-eeuwse gebouwen van Helleputte werden deels vervangen door de huidige bouwwerken, van 1983-1987, van architect Leopold Lenière.
Tussen 1999 en 2001 werd het onderwijslandschap in Geel hertekend. Binnen de scholengroep Kogeka werd de oude jongensschool Sint-Aloysiuscollege de algemeen vormende middenschool en werden verschillende studieopties aangeboden voor de tweede en derde graad in wat voorheen het Sint-Dimpnalyceum, een meisjesschool sinds 1959, en de technische scholen Sint-Jozefsinstituut (voor jongens) en Sint-Maria-instituut (voor meisjes) waren.  
De geschiedenis van het college werd gedocumenteerd in "Van de Havermarkt naar de Doelen" uit 1987 en "Sint-Aloysius Geel. Zes eeuwen college geschiedenis" uit 1992.

## Bekende oud-leerlingen
- Kamiel Berghmans
- Karel De Brabander
- Karel Matheussen
- Louis Meerts
- Jef Neve
- Jaak Peeters
- Bob Van Rompaey
- Hugo Van Rompaey